# Nikołaj Samarin
Nikołaj Aleksandrowicz Samarin, ros. Николай Александрович Самарин (ur. 4 grudnia 1924 w Niżnym Tagile, w obwodzie swierdłowskim, Rosyjska FSRR, zm. w 1998 w Jekaterynburgu) – rosyjski piłkarz, grający na pozycji obrońcy, a wcześniej pomocnika lub napastnika, trener piłkarski.

## Kariera piłkarska

### Kariera klubowa
Wychowanek szkółki piłkarskiej w Niżnym Tagile. W 1944 rozpoczął karierę piłkarską w klubie Lokomotiw Moskwa, skąd w 1947 przeszedł do ODO Swierdłowsk, a potem do Dzierżyńca Czelabińsk. W 1950 został piłkarzem Szachtara Donieck. Od 1953 bronił barw Zenitu Leningrad, w którym pełnił funkcje kapitana drużyny. W 1957 zakończył karierę piłkarską w zespole Trudowyje Riezierwy Leningrad.

## Kariera trenerska
Po zakończeniu kariery zawodniczej rozpoczął pracę trenerską. Od 1958 trenował Łokomotiw Czelabińsk. Potem prowadził kluby Ałga Frunze, Urałmasz Swierdłowsk i Łucz Władywostok. Również szkolił reprezentację Rosyjskiej FSRR. W latach 1968–1976 pracował w Zwiezdie Perm, z którą zdobył awans do Pierwszej Ligi ZSRR. Potem trenował kluby SKA Rostów nad Donem, Łokomotiw Czelabińsk, SKA-Karpaty Lwów, Urałmasz Swierdłowsk, Hałyczyna Drohobycz i Maszynostroitiel Czelabińsk. W 1998 zmarł w wieku 64 lat.

## Sukcesy i odznaczenia

### Sukcesy klubowe
- brązowy medalista ZSRR: 1951
- mistrz Pierwszej Ligi ZSRR: 1948

### Sukcesy trenerskie
- mistrz Drugiej Ligi ZSRR: 1971

### Odznaczenia
- tytuł Mistrza Sportu ZSRR: 1970
- tytuł Zasłużonego Trenera Rosyjskiej FSRR: 1974